# Michaël Bodegas
Michaël Alexandre Bodegas (La Seyne-sur-Mer, 1987. május 3. –) világbajnok, olimpiai bronzérmes (2016) francia származású olasz-, majd újból francia válogatott vízilabdázó, a CN Marseille játékosa center poszton.

## Eredményei

### Klubcsapattal
- Francia bajnok : (2005, 2006, 2007, 2008, 2009, 2010, 2011, 2013) a CN Marseille-jel.
- Francia Kupa-győztes : (2007, 2009, 2010, 2011, 2012, 2013) a CN Marseille-jel.

### Válogatottal
- Európa-bajnoki 10. helyezett (2014)
- Olimpiai bronzérmes (2016)
- világbajnok 2019